# Costarina obtina
Espèce
Synonymes
- Dysderina obtina Chickering, 1968

Costarina obtina est une espèce d'araignées aranéomorphes de la famille des Oonopidae.

## Distribution
Cette espèce se rencontre au Panama et au Costa Rica.

## Description
Le mâle décrit par Platnick, Berniker et Víquez en 2014 mesure 2,10 mm et la femelle 2,12 mm.

## Publication originale
- Chickering, 1968 : The genus Dysderina (Araneae, Oonopidae) in Central America and the West Indies. Breviora, no 296, p. 1-37 (texte intégral).